# 砵蘭街馬王
《砵蘭街馬王》（The Story of Prostitutes）是一部江約誠执导的香港情色片，於2000年上映。黃秋生、李泳豪、張綺桐主演。

## 故事大綱
江湖大哥鬼佬東（黃秋生飾），他有一個小弟名叫阿傑（李泳豪飾），兩人出身深水埗舊區。東專門發展色情事業，傑把東的場辦得有聲有色，傑同時也成為砵蘭街的馬伕...

## 演員表
| 演員   | 角色   | 粵語配音 | 備註                                                                              |
| 黃秋生 | 鬼佬東 | 高翰文   | 江湖大哥 阿傑、Mike之老大 阿蟹、麥警司之好友                                      |
| 李泳豪 | 阿傑   | 雷霆     | 江湖小混混，后成為砵蘭街馬伕之王 鬼佬東之手下 Mike之好友 后被鬼佬東抛棄，流浪街頭 |
| 張綺桐 | 少女   |          | 元朗少女 和阿傑產生了感情                                                         |
| 陳昭昭 | 少女   |          | 元朗少女 和阿傑產生了感情                                                         |
| 黃子揚 | 阿蟹   | 葉振聲   | 江湖大哥 阿傑之天敵 鬼佬東、麥警司之好友                                          |
| 麥長青 | 麥警司 | 黃志明   | 警司 鬼佬東、阿蟹之好友                                                           |
| 梁焯滿 | Mike   | 梁焯滿   | 江湖小混混 鬼佬東之手下 阿傑之好友                                                |
| 雪梨   | 阿麗   |          | 媽媽生 兩名元朗少女的上司                                                         |
| 李健仁 | 河馬   | 張炳強   | 馬場大哥 Sam之手下                                                                |
| 鄧再森 | Sam    |          | 江湖小混混 阿蟹之手下                                                             |